# Daggry (parti)
 For alternative betydninger, se Daggry. (Se også artikler, som begynder med Daggry)
Daggry (islandsk: Dögun er et islandsk politisk parti stiftet i 2012, der nedlagdes 7. november 2021.

## Baggrund
I kølvandet på de islandske bankers kollaps under finanskrisen 2007-2009 opstod en række borgergrupper, der ønskede det islandske samfund demokratiseret og kæmpede for større magt til almindelige borgere og mindre til det de opfattede som en sammenspist politisk og økonomisk elite, der have skabt grundlagt for krisen. 
Daggry blev dannet som en alliance mellem to af disse borgergrupper, Borgerbevægelsen og dens aflægger Bevægelsen, samt det anti-elitære Liberale Parti og medlemmer af Forfatningsrådet. Blandt initiativtagerne var altingsmedlemmet og forfatteren Margrét Tryggvadóttir fra Borgerbevægelsen, erhvervsmanden Ragnar Þór Ingólfsson, samt Gísli Tryggvason fra Forfatningsrådet.

## Valg
Daggry stillede op til altingsvalget 2013, hvor det fik 3,1% af stemmerne og således ikke klarede spærregrænsen på 5%, men nåede over grænsen for at få tildelt offentlig partistøtte på 2,5%. 
Daggry stillede igen op i alle valgkredse ved altingsvalget 2016, hvor partiet trods samarbejde med Sturla Jónsson kun opnåede 1,7% af stemmerne og mistede retten til partistøtte, hvilket gjorde, at det ikke havde økonomi til at føre en landsdækkende kampagne ved altingsvalget 2017. Partiledelsen lod det derfor være op til de enkelte valgkredse, om de ville deltage i valget, og kun Sydkredsen stillede med en liste. På trods af, at partiet ikke stillede op over hele landet kom Daggry med i den første partilederrunde på RÚV, men fik alligevel blot 0,1% af stemmerne ved valget. 
Ved præsidentvalget i 2016 støttede Daggry Sturla Jónsson, der fik 3,5% af stemmerne. 
Partiet har afstået fra at stille op til byrådet i Reykjavík ved kommunalvalget 26. maj 2018, men opstiller i en række af de øvrige større kommuner.  